# 新實啓介
新實 啓介（にいみ けいすけ、本名：同じ、旧芸名：にいみ 啓介〈読み同じ〉、1974年7月9日 - ）は、日本の俳優、歌手、エンターテイナーである。愛知県名古屋市出身。身長173cm。血液型はB型。所属事務所はプロダクション人力舎。かつてはドルチェスターに所属していた。

## 来歴
大学卒業後、ヘアカラー商品の営業としてサラリーマンとして働いていたが、時間を持て余していたからという軽い気持ちで始めた演劇の世界に魅了され、会社を退社し舞台の道へ。
エンターテインメント風集団 秘密兵器を中心に舞台活動を行う。最近では、演劇・プロレス・ロック・舞踏等をハイテクニックに融合させたハイブリッドエンターテインメント『ファイティングミュージカル魔界』にメインキャラクターである陰陽師安倍晴明役で2014年からレギュラー出演している。魔界では演技だけにとどまらず、卓越した運動能力を生かし、プロレスラー顔負けの華麗なアクションを披露し、強豪プロレスラー達との戦いも行っている。
2008年6月より、名豊観光のイメージキャラクター侍「待斬内蔵（まちきれ ないぞう）」に起用されている。このCMは本物の時代劇のような本格的なセットを使用したり、大勢の出演者が当時（江戸時代）の衣装を着てミュージカル調に歌い踊るなど毎回趣向を凝らしたものとなっており、劇中のにいみ扮する待斬内蔵の超ハイテンションぶりも相まって、放送されている。
その傍ら、テレビコマーシャル・テレビドラマ・映画にも多数出演している。また、以前は特技のピアノを生かして弾語りライブなど音楽活動も行っていた。
2019年10月25日、所属事務所をそれまでのドルチェスターからプロダクション人力舎とし、芸名を『にいみ 啓介』から本名の『新實 啓介』名義として活動する事が発表された。

## 人物
- 柔道初段、ボクシングは学生時代に中部学生トーナメントで準優勝した経験がある。
- 名古屋出身とあって中日ドラゴンズのファンであり、ブログにもドラゴンズ関連の記事がときどき登場する。
- 好きなスポーツは？と聞かれれば「オリンピック」と答えるほどのオリンピックマニアでもある。

## 主な出演・活動

### 映画
- 冷静と情熱のあいだ（2001年、監督：中江功）
- 地下鉄に乗って（2006年、監督：篠原哲雄） - 闇市商人 役
- CRAZY CROW（2006年、監督：眞邊明人） - 斉藤 役
- セデック・バレ 第一部 太陽旗／第二部 虹の橋（賽徳克・巴莱、2011年、台湾映画、魏徳聖監督）
- LIMIT（ShortFilm、2011年、監督：瀬戸裕介） - 主演
- 戦慄ショートショート コワバナ 恐噺 死者の指定席（OV、2011年、監督：横山一洋）
- 短編時代劇 風と舟（2014年、監督：藏原潔司） - 黒田竜之岑 役

### テレビ
- 名古屋マイソング（NHK名古屋放送局） - 歌のバック映像で主役
- 花園への道（中部日本放送）
- 金曜エンタテイメント『内田康夫旅情サスペンス 岡部警部シリーズ 倉敷殺人事件』（2006年9月1日、フジテレビ系） - 鑑識係 役
- 土曜ワイド劇場『検事・朝日奈耀子5 仙台〜松島、殺意の旅』（2006年11月11日、テレビ朝日系）
- 腐女子デカ第2話『幕末純愛ブサイク伝』（2008年1月26日、テレビ朝日系） - 土方トシオ（舞台） 役
- 侍戦隊シンケンジャー（2009年5月31日・9月13日、テレビ朝日系） - 警官 役
- 世にも奇妙な物語 秋の特別編 (2009年)（2009年10月5日、フジテレビ系）
- ACT LEAGUE（フジテレビ系）
- 土曜プレミアム 新春スペシャルドラマ 最後の約束（2010年1月9日、フジテレビ系）
- THEナンバー2 〜歴史を動かした陰の主役たち〜第49回『長岡謙吉』（2012年3月12日、BS-TBS） - 坂本龍馬 役
- 黒い報告書第2話『誘蛾灯の女』（2012年6月9日、BSジャパン）
- カラダはみんな生きている『刑事シモヤマの禁煙スクール』（2012年6月〜7月、NHKワンセグ2）
- 月曜ゴールデン『家庭教師が解く! 〜殺人方程式の推理ドリル〜』（2013年5月20日、TBS）
- 殺しの女王蜂 第1話（2013年10月4日、テレビ東京）

### CM
- 名豊観光めいほうぐるーぷ（2008年6月〜、待斬内蔵） - 黒須銀二が降板、2代目として出演
- HOKUTO　きのこで菌活！夏バテに勝つ！(ハイテンション家族のハイテンション父役)頭(ひたい)で瓦を15枚割るという荒業を成し遂げる。噂によるとテイク3でオデコにタンコブをつくり撮影一時中断となる伝説を残したらしい。(2018年)
- ペヤング　ペヨングソース焼きそば  「裁判長 あきらかにパクリです」偏  熱血検事役  (2016年)
- 沖データ　「ムダの巣窟」偏  敏腕若手社長役   (2015)
- ブラザー工業Justioジャスティオ（2011年9月〜、ジャスティ男7リーダー ジャスティ男レッド）
- 常盤薬品工業眠眠打破（2010年）
- JR東海EX-IC（2008年）
- アリナミンV
- SONYパブリックビューイング
- セブン銀行
- コカ・コーラ
- チャーミングリゾート

### 舞台
- ミュージカル『アナザーワールド』（2000年、演劇集団あいうえお）
- MISSION IN POSITIVEシリーズ（2003年〜、エンターテインメント風集団 秘密兵器）
- 痛快！ショッピング通販番組『かいませう』（2010年、渋谷GLAD、脚本・演出:眞邊明人）
- ハイブリットエンターテインメント　ファイティングミュージカル魔界　(2014～　)　- 安倍晴明 役

### VP
- HONDA
- NISSAN
- オリエンタルランド
- アサヒビール